# Trabzonspor Dergisi
Trabzonspor Dergisi è una rivista mensile di argomento calcistico dedicata interamente al Trabzonspor.

## Storia
Creata nel 2003, al suo interno si possono trovare informazioni sulla prima squadra con interviste ai calciatori, con focus  sul settore giovanile e sulle altre sezioni della polisportiva. Nel mensile trovano spazio anche delle pagine dedicate alla messaggi e alle domande dei tifosi.
Nel giugno del 2012 la rivista ha raggiunto le centesima pubblicazione.